# 백년한
백년한은 한국에서 제작된 이종기 감독의 1963년 영화이다. 도금봉 등이 주연으로 출연하였고 정병준 등이 제작에 참여하였다.

## 출연

### 주연
- 도금봉
- 김승호
- 최무룡

## 제작진
- 원작자: 민완규
- 조명: 최상동
- 미술: 홍성칠